# El Carmen (Boconó)
Pour les articles homonymes, voir El Carmen.
El Carmen est l'une des douze paroisses civiles de la municipalité de Boconó dans l'État de Trujillo au Venezuela. Couvrant une partie de l'agglomération du chef-lieu de la municipalité de Boconó, sa capitale est El Carmen qui abrite notamment l'aéroport de Boconó.

## Environnement
La paroisse civile est en partie couverte, sur sa portion orientale, par le parc national Guaramacal.